# Stanowo (województwo pomorskie)
Stanowo – wieś w Polsce, w województwie pomorskim, w powiecie sztumskim, w gminie Dzierzgoń.
W latach 1975–1998 miejscowość położona była w województwie elbląskim.

## Zabytki
Według rejestru zabytków NID na listę zabytków wpisany jest park dworski, nr rej.: A-916 z 22.06.1978.